# Bartsia serrata
Bartsia serrata är en snyltrotsväxtart som beskrevs av U. Molau. Bartsia serrata ingår i släktet svarthösläktet, och familjen snyltrotsväxter. Inga underarter finns listade i Catalogue of Life.